# Lábadi Károly
Lábadi Károly (Bácsgyulafalva, 1950. február 15. –) magyar néprajzkutató.

## Élete
Általános iskolai tanulmányait szülőfalujában kezdte, Szabadkán folytatta. Gimnáziumi érettségit tett Szabadkán (1969). Egyetemi tanulmányai: Újvidéki Bölcsészettudományi Egyetem Magyar Tanszéke (1969–1974), Pécsi Janus Pannonius Tudományegyetem, Bölcsészettudományi Kar, magyar nyelv és irodalom szak (1995), majd a debreceni Kossuth Lajos Tudományegyetemen néprajztudományból summa cum laude minősítéssel PhD doktori fokozatot szerzett (1997). Zágrábban akadémiai doktori fokozatot (DSc) nyert humán tudományokból, néprajztudományból (2006).  1972-től 1991-ig a horvátországi Laskón élt, majd Magyarországra költözött.

## Munkássága
Volt az eszéki Magyar Képes Újság szerkesztője, megbízott főszerkesztője, a pécsi Janus Pannonius Múzeum Néprajzi Osztályának kutatója (1992–93), a Gödöllői Városi Múzeum igazgatóhelyettese (1993–2000), a Váci Székesegyházi Kincstár és Egyházmegyei Gyűjtemény igazgatója (1996–1997), a gödöllői Szent István Egyetem docense (2000–), a Szent István Egyetem MKK Környezet- és Tájgazdálkodási Intézet Nép- és Tájtörténeti Csoportjának vezetője nyugdíjazásig (2012-ig). 
Az eszéki J. J. Strossmayer Egyetem Bölcsészettudományi Karán a Magyar Nyelv és Irodalom Tanszék egyik fő kezdeményezője és alapítója, tanszékvezető r. egyetemi professzor nyugdíjba vonulásáig (2007–2012), a gödöllői Szent István Egyetem Környezetgazdálkodási Intézet tanára, a Nép- és Tájrajzi Csoportjának vezetője (2000–2012). 
Alapító szerkesztője a Horvátországi Magyarságnak (1994–2002, 2013). Az Acta Hungarica Universitatis Essekiensis fő- és felelős szerkesztője (2008–2013). Alapító fő- és felelős szerkesztője a Rovátkák horvátországi magyar tudományos és művészeti folyóiratnak (2011–). 
Fő kutatási területe a Drávaszög népélete és népköltészete, művelődéstörténete, a Grassalkovich I. Antal által létrehozott szakrális tér, a gödöllői művésztelep néprajzi vonatkozásai. Több tudományos és szakmai szervezet tagja: Magyar Néprajzi Társaság, Budapest; Magyar Tudományos Akadémia (köztestületi tagság); Horvátországi Magyar Tudományos és Művészeti Társaság, Zágráb; Györffy István Néprajzi Intézet, Budapest; Pragma Horvátországi Magyar Tudományos és Művészeti Kör (elnök).

## Díjai, elismerései
- Sebestyén Gyula Emlékérem (1985)
- Ortutay Kutatói Jutalomdíj (ELTE Néprajzi Tanszék,1987)
- a XXV. Honismereti Akadémia kutatási arany emlékérme (1997)
- Pro Ethnographia Minoritatum plakett (Magyar Néprajzi Társaság, 2010)
- Gödöllő Kultúrájáért Díj (2011)
- J. J. Strossmayer Egyetem BK díszoklevele (2011)
- Doby Géza-díj (SZIE MKK, 2012)
- Magyar Érdemrend Lovagkeresztje (2012)
- A horvátországi Baranyai Történelmi Intézet életműdíja (2014)
- Ács Gedeon életműdíj a horvátországi magyarságért (2018)
- PAB Határon Túli Tudományért díj (Magyar Tudományos Akadémia Pécsi Akadémiai Bizottság, 2019)
- Arany János-érem (Magyar Tudományos Akadémia, 2021)

## Művei
- (Katona Imrével) Erdők, mezők, vad ligetek. Drávaszögi magyar népballadák. Forum Könyvkiadó, Újvidék, 1980. 452. p.
- Hold letette, Nap felkapta. Drávaszögi magyar találósok. Eszék, 1982. 176 p.
- Laskaiak. Eligazító a Laskói Helytörténeti és Néprajzi Gyűjteményhez. Laskó, 1983. 60 p.
- Dohányosok. A telecskai dohánytermesztés és szókincse. Telecska, 1983. 86 p.
- Laskaiak. 2., bővített kiadás. Magyar Képes Újság, Eszék–Laskó, 1984. 72 p.
- Ahogy rakod tüzed. Drávaszögi magyar proverbiumok. Horvátországi Magyarok Szövetsége, Eszék, 1986. 352 p.
- (Katona Imrével) Szedem szép rózsámat. Népi mondókák, versek, dalok a Drávaszögből és Szlavóniából. Forum Könyvkiadó, Újvidék, 1986. 356 p.
- Kopácsi vízi élet. Forum Könyvkiadó, Újvidék, 1987. 152 p.
- Meg vagyok én búval rakva. Ács Gedeon élete és feljegyzései a XIX. századi drávaszögi népéletről. Jugoszláviai  Magyar Művelődési Társaság – Forum Könyvkiadó, Újvidék, 1992. 144 p.
- Oskolák a régi Drávaszögben. Pannónia Könyvek – Pécsi Tudománytár. Pécs, 1993. 130 p.
- (Katona Imrével) Egy szép dologrul én emlékezem. Csöbrös István kopácsi énekeskönyve. A Magyar Nyelv, Irodalom és Hungarológiai Kutatások Intézete – Forum Könyvkiadó. Újvidék, 1993. 208 p.
- Istennek hajlékai a Drávaszögben. A Ráday Gyűjtemény Tanulmányai 5. Ráday Intézet, Budapest, 1994. 128 p.
- Kopács, a víz melletti falu. HMDK, Budapest, 1994. 640 p.
- Drávaszög Ábécé. Néprajzi és folklór tájlexikon. HunCro, EszékBudapest, 1996. 523 p.
- A Grassalkovichok barokk kincsei. Gödöllői Városi Múzeum, 1997. 32 p. + 10 műmelléklet
- (Fuszenecker Ferenccel) Drávaszög 1997. Fotóalbum. HunCro, Eszék, 1997. 56 p.
- Istennek népei a Drávaszögben. HunCro, Eszék, 2000. 624. p.
- Laskó. Száz magyar falu könyvesháza. Budapest, Megjelent a magyar állam millenniumára. 175 p.
- I. Grassalkovich Antal, a templomépítő. Gödöllői Városi Múzeum, Gödöllő, 2003. 128 p.
- Szétszóratásban. A drávaszögi magyarság sorsüldözöttsége a háborúban 1991–1998. TIMP Kft.–MESZ, Budapest–Zágráb, 2004. 694 p.
- Boranyja. A drávaszögi szőlészet és borászat kultúrhistóriája. MESZ, Pélmonostor, 2007., 208 p.; Boranyja – Majka vina. A drávaszögi szőlészet és borászat kultúrhistóriája. Magyar nyelven 2., változatlan kiadás, Horvát nyelven 1. kiadás. Pélmonostor, 2012, 200 p.
- Várdaróc – a rét melletti falu. HunCro, Eszék–Várdaróc, 2008., 108. p.
- Drávaszög Lexikon. HunCro, Eszék– TIMP, Budapest, 2008., 576 p.
- Élet a háború után. Etnikai, néprajzi és kulturális jelenségek a horvátországi magyarság körében az 1991-es déli szláv háború után. Mackensen, Budapest, 2009., 122 p.
- Kopács, a víz melletti falu. Második, átdolgozottt, bővített kiadás. HunCro Sajtó- és Nyomdaipari Kft. Eszék, 2010, 632 p.
- Laskó könyve. Helyi választmány, Laskó, 2011, 315 p.
- Kincses templomok – Grassalkovich I. Antal, a főúri mecénás – Treasure churches. Antal Grassalkovich I, the lord Maecenas. Gödöllői Királyi kastély Közhasznú Nonprofit Kft. Gödöllő, 2011, 48 p.
- Kárpát-medencei ismeretek. Pragma Könyvek 2. Pragma, Eszék, 2011, 152 p.
- (Lábadiné Kedves Klárával) Daróc könyve. HunCro, Eszék, 2012, 160 p.
- Egyházak Alsó-Baranyában és Szlavóniában. HunCro Médiaközpont kft., Eszék, 2012, 710 p.
- Reformátusok Laskón. A Horvátországi Református Kálvini Keresztyén Egyház Laskói Püspöki Hivatal, Laskó, 2013, 89 p.
- Dohányos falu. Bácsgyulafalva története, dohánytermesztése, szókincse és népdalai CD-melléklettel. Vajdasági Magyar Művelődési Intézet, Zenta, 2013, 214 p.
- Vörösmart könyve. József  Attila Magyar Művelődési Egyesület, Vörösmart, 2015, 414 p.
- Horvátországi Magyar Művelődéstörténeti Lexikon. HMDK, Bellye, 2015. 596 p.
- Drávaszög és Szlavónia Kollégium. Vázlatok; szerk. Lábadi Károly, Loksa Gábor; Antológia, Lakitelek, 2015 (Népfőiskolai füzetek)
- Drávaszög és Szlavónia Kollégium; szerk. Lábadi Károly, Loksa Gábor; Antológia, Lakitelek, 2015
- Reformátusok Gödöllőn. Gödöllői Református Egyházközség, Gödöllő, 2017, 176 p.
- Ács Gedeon élete és szülőföldképe. Horvátországi Magyarok Demokratikus Közössége, Bellye, 2017, 272 p.
- Sepse könyve. HMDK, 2018, 176 p.
- Kőszeg, Kiskőszeg, Batina könyve. Horvátországi Magyarok Demokratikus Közössége, Bellye, 2018, 320 p.
- Bellye könyve. Horvátországi Magyarok Demokratikus Közössége, Bellye, 2019, 312 p.
- Vörösmart a mart alatt. Alapítvány a Közjóért-Sztárstúdió Bt. 2020. 250 p.
- Kő és Karancs könyve. HMDK, Bellye, 2020, 304 p.
- Hercegszöllős és zsinata. Kálvin Kiadó, Budapest, 2022, 224. p.
- (Katona Imrével, Lábadiné Kedves Klárával, Pataky Andrással) Drávaszögi glosszárium. Elfelejtett és kiveszőben lévő tájszavak szótára. HMDK, Bellye, 2022, 213 p.
- Horvátországi magyar művelődéstörténeti lexikon; Református Közéleti és Kulturális Alapítvány–Horvátországi Református Keresztyén Kálvini Egyház, Budapest–Lug, 2024

## Egyetemi jegyzetek
- Kárpát-medencei ismeretek. Szent István Egyetem MKK Környezet- és Tájgazdálkodási Intézet Tájökológiai Tanszék, Gödöllő, 2005
- Agrárkultúra – a föld kultúrája. SZIE MKK Környezet- és Tájgazdálkodási Intézet Nép- és Tájrajzi Csoport Tájökológiai Tanszék, Gödöllő, 2005
- Kárpát-medencei tájgazdálkodási hagyomány – Ártéri gazdálkodás. A Környezet- és Tájgazdálkodási Intézet jegyzetSztárstúdió Bt. 2020, 250 p.e a MSc. szintű természetvédelmi mérnök szak számára. Szent István Egyetem Mezőgazdaság- és Környezettudományi Kar Környezet- és Tájgazdálkodási Intézet, Gödöllő, 2010